# Mike Cowlishaw
Mike Cowlishaw a Királyi Mérnöki Akadémia tagja és a Warwicki Egyetem Számítástechnikai Tanszékének vendégprofesszora. Az IBM nyugalmazott munkatársa, valamint a Mérnöki és Technológiai Intézet és a Brit Számítógép-társaság tagja volt. A Monkton Combe iskolában és a Birminghami Egyetemen tanult.

## Karrier az IBM-nél
Cowlishaw 1971-ben egyetemista volt, és 1974-ben elektronikai mérnökként csatlakozott az IBM-hez, de leginkább programozóként és íróként ismert. Ismert a Rexx programozási nyelv megtervezéséről és bevezetéséről (1984), a színérzékeléssel és a képfeldolgozással kapcsolatos munkájáról, amely a JPEG megalkotásához vezetett (1985), a STET folding szerkesztő (1977), az Oxford English Dictionary számára készült, színkiemeléssel ellátott LEXX live parsing editor (1985), elektronikus publikálás, SGML alkalmazások, az IBM Jargon File IBMJARG (1990), egy programozható OS/2 világgömb PMGlobe (1993), a GoServe Gopher/http szerverén alapuló MemoWiki, és a Java-alapú NetRexx programozási nyelv (1997).
Számos számítástechnikai szabványhoz járult hozzá, többek között az ISO (SGML, COBOL, C, C++), BSI (SGML, C), ANSI (REXX), IETF (HTTP 1.0/RFC 1945), W3C (XML Schema), ECMA (JavaScript/ECMAScript, C#, CLI) és IEEE (IEEE 754-2008 revision lebegőpontos aritmetika) szabványokhoz. Az IBM-től 2010 márciusában vonult nyugdíjba.

## Decimális aritmetika
Cowlishaw a decimális aritmetika aspektusain dolgozott; a Java BigDecimal osztályra vonatkozó javaslata (JSR 13) már a Java 5.0-ban is szerepel, és 2002-ben feltalálta a Chen-Ho kódolás továbbfejlesztését, a sűrűn csomagolt decimális kódolást. Cowlishaw decimális aritmetikai specifikációja képezte az IEEE 754 szabvány decimális részeinek javaslatát, és számos implementáció, például a Python és az SAP NetWeaver is követte. A decNumber decimális csomagja több licenc alatt nyílt forráskódúként is elérhető, és ma már a GCC része, a decimális hardverre vonatkozó javaslatait pedig az IBM és mások is elfogadták. Ezek beépültek az IBM POWER6 és az IBM System z10 processzormagokba, valamint számos IBM szoftvertermékbe, például a DB2-be, a TPF-be (a Sabre-ben), a WebSphere MQ-ba, operációs rendszerekbe, valamint a C és PL/I fordítóprogramokba.

## Egyéb tevékenységek
Cowlishaw írt egy emulátort az Acorn System 1-hez, és összegyűjtötte a kapcsolódó dokumentációt. A számítástechnikán kívül az Egyesült Királyságban, New Englandben, Spanyolországban és Mexikóban barlangászott, és továbbra is barlangászik és túrázik Spanyolországban. A Nemzeti Barlangkutató Társaság (NSS) élethossziglani tagja, az 1970-es és 1980-as években cikkeket írt az akkumulátor-technológiáról és a barlangi kötelek ütésállóságáról, és LED-alapú barlangi lámpákat tervezett. Jelenlegi programozási projektjei közé tartozik a MapGazer és a PanGazer.

## Publikációk (elsődleges szerző)
- The NetRexx Language, Cowlishaw, Michael F., ISBN 0-13-806332-X, Prentice-Hall, 1997
- The REXX Language, Cowlishaw, Michael F., in English: ISBN 0-13-780651-5, (second edition) 1990; in German: ISBN 3-446-15195-8, Carl Hanser Verlag, 1988; in Japanese: ISBN 4-7649-0136-6, Kindai-kagaku-sha, 1988
- Decimal Floating-Point: Algorism for Computers a Wayback Machine-ben (archiválva 2003. november 16-i dátummal), Cowlishaw, Michael F., Proceedings 16th IEEE Symposium on Computer Arithmetic (ARITH 16), ISBN 0-7695-1894-X, pp. 104–111, IEEE Comp. Society, June 2003
- Densely Packed Decimal Encoding, Cowlishaw, Michael F., (Summary.) IEE Proceedings – Computers and Digital Techniques ISSN 1350-2387, Vol. 149, No. 3, pp. 102–104, IEE, May 2002
- A Decimal Floating-Point Specification, Cowlishaw, Schwarz, Smith, and Webb, Proceedings 15th IEEE Symposium on Computer Arithmetic (Arith15), ISBN 0-7695-1150-3, pp. 147–154, IEEE Comp. Society, June 2001
- NetRexx – an alternative for writing Java classes a Wayback Machine-ben (archiválva 2004. június 2-i dátummal), Cowlishaw, Michael F., Proceedings of IEEE CompCon 97, ISBN 0-8186-7804-6, pp. 200–205, IEEE Press, Los Alamitos, Spring 1997
- The Early History of REXX, Cowlishaw, Michael F., IEEE Annals of the History of Computing, ISSN 1058-6180, Vol. 16, No. 4, Winter 1994, pp. 15–24
- A large-scale computer conferencing system, Chess and Cowlishaw, IBM Systems Journal, Vol. 26, No. 1, 1987, IBM Reprint order number G321-5291
- LEXX – A programmable structured editor, Cowlishaw, Michael F., IBM Journal of Research and Development, Vol. 31, No. 1, 1987, IBM Reprint order number G322-0151
- Fundamental requirements for picture presentation, Cowlishaw, Michael F., Proceedings Society for Information Display, Volume 26, No. 2 (1985)
- The design of the REXX language, Cowlishaw, Michael F., IBM Systems Journal, Volume 23, No. 4, 1984, IBM Reprint order number G321-5228
- The Characteristics and Use of Lead-Acid Cap Lamps, Cowlishaw, Michael F. (Speleogroup), Transactions British Cave Research Association, Volume 1, No. 4, pp. 199–214, December 1974

## Fordítás
- Ez a szócikk részben vagy egészben  a   Mike Cowlishaw című angol Wikipédia-szócikk fordításán alapul.  Az eredeti cikk szerkesztőit annak laptörténete sorolja fel. Ez a jelzés csupán a megfogalmazás eredetét és a szerzői jogokat jelzi, nem szolgál a cikkben szereplő információk forrásmegjelöléseként.